# Malmedy
Malmedy (em francês Malmedy, em valão Måmdey, em alemão Malmedy), às vezes escrito Malmédy, é uma cidade e um município da Bélgica localizado no distrito de Verviers, província de Liège, região da Valônia.
É uma cidade de língua francesa com instalações para seus habitantes de língua alemã (5% de seus cidadãos são de língua alemã). É definitivamente anexado à Bélgica em 10 de junho de 1925, em execução do Tratado de Versalhes.

Malmedy está localizado na confluência do Warche e do Warchenne.